# Eliyahu Rips

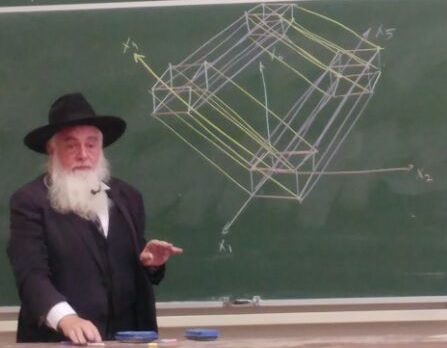
Elia Rips (2017) vor der Zeichnung eines Tesserakts

Eliyahu Rips (auch Ilya Rips; hebräisch אליהו ריפס; russisch Илья Аронович Рипс / Ilja Aronowitsch Rips; * 12. Dezember 1948 in Riga, Lettische SSR, Sowjetunion; † 19. Juli 2024 in Jerusalem) war ein israelischer Professor der Mathematik. Bekannt wurde Rips durch seine Arbeiten in der Gruppentheorie sowie durch den kontroversen Bibelcode, den er zusammen mit Doron Witztum meinte, entdeckt zu haben.

## Leben
Eliyahu Rips wuchs in der Lettischen SSR auf. Als erster Schüler Lettlands nahm er an der Internationalen Mathematik-Olympiade (IMO) teil.
Nach Abschluss seines Studiums an der Lettländischen Staatlichen Universität Pēteris-Stučka-Universität wurde Rips zum Wehrdienst eingezogen. 1969 wurde er verhaftet, weil er gegen die Niederschlagung des Prager Frühlings durch Truppen des Warschauer Pakts mit einem Selbstverbrennungsversuch beim Freiheitsdenkmal in Riga protestierte. Zwei Jahre verbrachte Rips als politischer Gefangener. Hier stellte er der Legende nach gruppentheoretische Untersuchungen auf Toilettenpapier an, da ihm kein richtiges Papier zugebilligt wurde. Nach Intervention westlicher Mathematiker wurde Rips 1971 schließlich freigelassen und wanderte 1972 nach Israel aus, wo er bis zuletzt an der Hebräischen Universität Jerusalem unterrichtete.
Neben Professuren an den Universitäten von Chicago und Berkeley erhielt der promovierte Mathematiker außerdem den Erdős-Preis durch die Israelische Mathematische Union im Jahr 1979.
Teilweise mit seinem Doktoranden Zlil Sela leistete er wichtige Beiträge zur geometrischen Gruppentheorie. 1994 war er Invited Speaker auf dem Internationalen Mathematikerkongress in Zürich (Cyclic splittings of finitely presented groups and the canonical JSJ decomposition).
1994 erschien ein Artikel im Magazin Statistical Science, in dem Rips zusammen mit Doron Witztum und Yoav Rosenberg über die Entdeckung angeblich codierter Nachrichten in der Tora berichtete. Durch das Buch Der Bibelcode des Journalisten Michael Drosnin, von dem sich Rips, Witztum und Rosenberg distanzieren, wurde die strittige Entdeckung weltbekannt. Nach Meinung anderer renommierter Statistiker sind die Ergebnisse des Bibelcodes nicht statistisch signifikant. 1997 wurde ihm, Witztum, Rosenberg und Drosnin der Ig-Nobelpreis für Literatur verliehen.
Rips war charedischer Jude, der Einsteins Beschäftigung mit Physik und profanen Wissenschaften in erster Linie als „Verlust“ betrachtet. Er äußerte sich dazu in einem Interview 2010 so: „Ich stamme aus der Welt der Wissenschaft und weiss, was intellektuelle Erfolge bedeuten. Ich verstehe, was unter Akademie zu verstehen ist, und sage dennoch, dass es nichts Wichtigeres als die Tora auf der Welt gibt. Und mehr noch: Die Leute betrachten jüdische Genies wie Einstein als Weltsegen erfolgreicher Juden. Ich betrachte sie als Verlust. Die Welt hat diese unermesslichen Kräfte verloren, die sich der Tora hätten widmen können. Stellen Sie sich vor, welche geistigen Kräfte in der Welt bestehen könnten, wenn Einstein sein Leben der Tora gewidmet hätte“.

## Schriften (Auswahl)
- Cyclic splittings of finitely presented groups and the canonical JSJ-decomposition. Proceedings of the International Congress of Mathematicians, Vol. 1, 2 (Zürich, 1994), 595–600, Birkhäuser, Basel, 1995.
- mit Zlil Sela: Canonical representatives and equations in hyperbolic groups. Invent. Math. 120 (1995), no. 3, 489–512.
- mit Sela: Cyclic splittings of finitely presented groups and the canonical JSJ decomposition. Ann. of Math. (2) 146 (1997), no. 1, 53–109.
- mit Mark Sapir, J.-C. Birget: Isoperimetric and isodiametric functions of groups. Ann. of Math. (2) 156 (2002), no. 2, 345–466.
- mit Birget, Olshanski, Sapir: Isoperimetric functions of groups and computational complexity of the word problem. Ann. of Math. (2) 156 (2002), no. 2, 467–518.

## Dokumentarfilm
- Eliyahu Rips: The Burning (Elijahu Rips. Degošais), Regisseur: Jānis Putniņš, Lettland, 2014.[6]